# Мильштейн, Сергей Яковлевич
Сергей Яковлевич Мильштейн (фр. Serguei Milstein; род. 14 марта 1959) — российско-швейцарский пианист и музыкальный педагог. Сын Якова Мильштейна.
В 1972 году исполнил роль Ганно в телеспектакле «Будденброки» (режиссёр Александр Орлов). Окончил Центральную музыкальную школу (1977), где учился у Анаиды Сумбатян. Продолжил занятия в Московской консерватории под руководством своего отца; после смерти Мильштейна-старшего в 1981 году занимался у Бориса Бехтерева. Окончил курс в 1983 году.
Концертировал как солист и как концертмейстер (со скрипачом Ильёй Калером, виолончелистом Александром Князевым, певицей Галиной Писаренко), принимал участие в фестивале «Декабрьские вечера». В 1988 году получил вторую премию международного музыкального фестиваля «Пражская весна», в 1991 году — третью премию Международного конкурса имени Виотти.
С 1991 года жил во Франции, концертировал в различных европейских странах и в США. На протяжении многих лет выступал вместе с чешским скрипачом Франтишеком Новотным, записал с ним несколько альбомов, в том числе двойные концерты Вольфганга Амадея Моцарта и Феликса Мендельсона (с Филармоническим оркестром Брно).
В 2003—2006 гг. профессор Университета Кобе в Японии. С 2008 г. профессор Женевской консерватории.
Дети — скрипачка Мария Мильштейн и пианистка Наталья Мильштейн.